# Плишек, Иржи
Иржи Плишек (чеш. Jiří Plíšek; 21 августа 1972, Аш) — чешский футболист и футбольный тренер.

## Карьера игрока
Как игрок он выступал только в клубах низших дивизионов, в основном в Праге и окрестностях. Последним клубом, где он выступал как футболист, был VfB Helmbrechts из немецкого города Хельмбрехтс.

## Карьера тренера
Уже с 19 лет Плишек начал начал работать тренером. Он последовательно руководил юниорскими TJ Ruzyně, «Виктория Жижков», «Моторлет» Прага и ФК «Млада Болеслав». В Млада-Болеславе был он работал ассистентом тренера с 1999 по 2001 год. Затем он снова вернулся к тренерской работе в юниорском клубе, на этот раз в «Славии» Прага. В это время он был также тренером чешских сборных U18, U19 и U16.
Летом 2004 года он стал тренером боснийского клуба премьер-лиги «Железничар» Сараево, однако был уволен уже в ноябре. В Сараево он нашёл талантливого футболиста Эдина Джеко и привёз его в Чехию. В сезоне 2005/06 Плишек тренировал клуб второй лиги «Усти-над-Лабем», пока в июле 2006 года ему не предоставился шанс стать тренером клуба первой лиги «Словацко». Под его руководством клуб набрал всего 5 очков в 13 матчах, после чего Плишек ушёл с поста тренера. Вскоре он принял предложение от руководства пражского клуба «Спарта» и стал ответственным за поиск талантливых футболистов.
В июле 2008 года Плишек стал тренером клуба «Теплице», сменив на этом посту Петра Раду, который перешёл на должность тренера чешской сборной. С клубом «Теплице» Плишек проработал около трёх лет. В 2011 году он тренировал боснийский клуб «Сараево». В 2012 году возглавил чешский «Градец-Кралове», в 2013 году он был уволен с этого поста.